# Mirador (Paraná)
Mirador é um município brasileiro do estado do Paraná. Sua população de acordo com o censo do IBGE de 2010 é de 2.327 habitantes.

## História
Originalmente um povoado, mas no dia 10 de janeiro de 1955, virou um distrito administrativo, com o território pertencendo a cidade de Paranavaí, por causa da lei nº107.  Alguns anos se passaram, mas em janeiro de 1961 a cidade se tornou autônoma, através da lei nº4.338. Após isso a cidade tornou-se Município de Mirador.
O município teve sua fundação oficial no dia 13 de novembro de 1961, e se concentrou em atividades em áreas rurais como Agricultura e Pecuária.